# Manota chinensis
Manota chinensis är en tvåvingeart som beskrevs av Sevcik 2002. Manota chinensis ingår i släktet Manota och familjen svampmyggor. Inga underarter finns listade i Catalogue of Life.